# 巧克力控

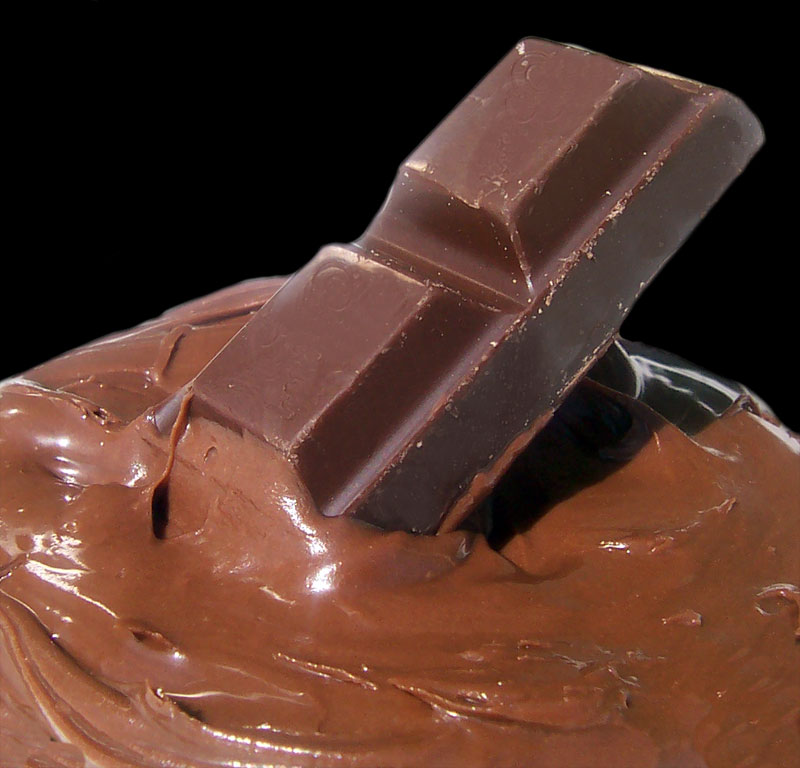
巧克力

巧克力控（英語：Chocoholic）是指對巧克力上癮，並且有一定程度仰賴的人。经常食用巧克力的人，其大腦有可能會對巧克力中的物质產生適應，因此巧克力可能令人成癮和影響健康。不過會以“巧克力控”自稱的人通常只是單純熱愛巧克力而已。

## 巧克力的化學性質
巧克力含有不同物質列在下方，而有些如所含微量咖啡因是成癮物。
- 糖 - 巧克力（不同於可可）含有大量糖。
- 咖啡因 - 咖啡和茶均有的物質。
- 可可鹼 - 因使用不同的可可粉而出現不同的可可鹼。
- 花生四烯乙醇胺 - 一種同樣會由腦製造的內生性大麻鹼。
- 色氨酸 - 必需胺基酸，亦是一種影響調節情緒的神經傳導物的前導物質。
- 苯乙胺 - 一種內生性的安非他命，人類大腦也會自然產生。常被說成是「愛情靈藥」